# Шигирдан
Шигирда́н (рос. Шыгырдан, чув. Шăнкăртам) — село у складі Батиревського району Чувашії, Росія. Адміністративний центр Шигирданського сільського поселення.
Населення — 5418 осіб (2010; 5059 у 2002).
У період 1939-1994 років село називалось Чкаловське.
Національний склад:
- татари — 97 %

У селі народились:
- Садальський Станіслав Юрійович (* 1951) — народний артист Грузії та Чувашії, заслужений артист РРФСР
- Шарафутдінов Олег Зіатдінович — начальник Канаського вагоноремонтного заводу, заслужний працівник промисловості Чувашії
- Якушев Зефір Рафаїлович — майстер спорту міжнародного класу з греко-римської боротьби, переможець кубка світу (1993), чемпіон Росії (1993, 1994, 1996)
- Бічкурін Расих Фахрутдінович — спортсмен-бігун, багаторазовий чемпіон Чувашії, перший чемпіон Росії із Чувашії, багаторазовий чемпіон та призер СРСР, РРФСР серед сільських спортсменів